# Petit Papa Baston
Pour les articles homonymes, voir Baston.
Pour plus de détails, voir Fiche technique et Distribution.
Petit Papa Baston ou Les Troubles fêtes au Québec (titre original : Botte di Natale) est un film italien réalisé par Terence Hill, sorti en 1994.

## Synopsis
Dans l'Ouest américain, deux frères qui se détestent vont être contraints par leur mère de se réconcilier à l'occasion des fêtes de Noël.

## Fiche technique
- Titre français : Petit Papa Baston
- Titre original : Botte di Natale
- Réalisation : Terence Hill
- Scénario : Jess Hill
- Musique : Pino Donaggio
- Pays d'origine :  Italie,  Allemagne,  États-Unis
- Genre : western, comédie
- Durée : 107 minutes
- Dates de sortie : 
  - Espagne : 25 novembre 1994
  - France : 14 décembre 1994
  - Italie : 22 décembre 1994

## Distribution
- Terence Hill (VF : Jay Benedict) : Travis
- Bud Spencer (VF : Philippe Smolikowski) : Moïse
- Ruth Buzzi (VF : Danièle Hazan) : la mère
- Radha Delamarter : Janie
- Anne Kasprik (VF : Maïk Darah) : Bridget
- Eva Hassmann : Mélie
- Rooth Sutherland (VF : Benoît Allemane) : Sam Stone
- Ron Carey : le shérif Fox
- Fritz Sperberg : le shérif adjoint Joey
- John David Garfild : le photographe
- Adam Taylor : Blackjack
- Jess Hill : le commis de télégraphe
- Jonathan Tucker : Moïse Junior
- Paloma von Broadley : Jessica

## Autour du film
- À l'origine, le réalisateur Enzo Barboni avait proposé au duo Hill-Spencer de faire un troisième volet de Trinita mais les deux acteurs ont préféré faire Petit Papa Baston. Barboni a tout de même réalisé son film avec deux remplaçants dans les rôles de Trinita et Bambino.
- Le scénariste du film n'est autre que le fils de Terence Hill : Jess Hill. Le producteur exécutif est également le fils de Bud Spencer.
- C'est également le dernier film où Terence Hill et Bud Spencer jouent ensemble.